# Vimperk
Vimperk är en stad i Tjeckien.   Den ligger i distriktet Okres Prachatice och regionen Södra Böhmen, i den sydvästra delen av landet, 120 km söder om huvudstaden Prag. Vimperk ligger 694 meter över havet och antalet invånare är 8 043.
Terrängen runt Vimperk är kuperad. Runt Vimperk är det ganska glesbefolkat, med 31 invånare per kvadratkilometer. Närmaste större samhälle är Prachatice, 16,4 km öster om Vimperk. Omgivningarna runt Vimperk är en mosaik av jordbruksmark och naturlig växtlighet.